# 张杰 (1925年)
张杰（1925年3月6日—1989年10月10日），男，江苏沭阳人，中国人民解放军39军军长。

## 生平
1925年阴历2月12日生于江苏省沭阳县张圩乡。1933年开始念书。1940年高小毕业。
1940年6月加入中国共产党。1940年10月参加沭阳县塘沟区乡民运工作队，先后任钱集、严荡、汤圩乡指导员。
1941年10月至1942年底在淮海军分区干校和新四军3师抗大5分校学习；1943年4月任淮海军分区涟水总队文化教员。1943年10月先后任涟水总队4支队12团4连、2连副政治指导员，参加了高扬战役。
1945年9月任新四军3师10旅28团3营8连政治指导员，参加了阜宁战役、两淮战役淮阴攻坚战，此役歼灭了国民党新6军28师，活捉师长潘干丞，解放了全苏北。尔后转战东北，参加了四平战役、三下江南战役等。
1947年11月任东北民主联军2纵队5师13团3营副政治教导员，参加了昌图、彰武攻坚战和巷战。1948年1月任东北野战军2纵队5师13团1营副营长，参加了辽沈战役中的攻克锦州、解放沈阳的战斗；
1948年11月任第四野战军39军116师348团作战股长，参加了平津战役中攻克天津的巷战；1949年6月任第四野战军39军116师346团3营营长、1营营长，率领部队参加了湘西战役和进军广西的追歼战；1950年3月23日任第四野战军39军116师作战科长（团职）。
1950年10月任中国人民志愿军第39军116师作战科长（团职），随部队首批入朝，参与指挥了首战美军的云山战斗，歼灭了美骑1师8团一部。参与指挥了1~5次战役中收复平壤、突破临津江、进占汉城等战斗；
1951年2月27日任中国人民志愿军第39军116师346团参谋长。1952年先后任中国人民志愿军第39军116师346团副团长、团长，组织指挥了攻打高旺山战斗，歼灭加拿大25旅皇家步兵团贝茨公主伞兵营一个加强连。1954年9月到南京军事学院基本系4期学习。
1958年10月任39军116师副参谋长。1959年3月任39军司令部作训处长。1960年6月任39军116师副师长。1964年3月到北京高等军事学院高级系学习。1966年6月任39军116师师长。1969年10月任39军参谋长；1970年任39军副军长，组织指挥了1975年营口、海城大地震的抢险救灾工作。1978年3月到北京军事学院高级系学习。1981年任39军军长，组织实施了首批建立集团军体制试点工作；
1987年离职休养。1989年10月10日在沈阳病故，享年64岁。